# Parafia św. Marcina w Pawłowie
Parafia Świętego Marcina w Pawłowie – rzymskokatolicka parafia leżąca w granicach dekanatu gnieźnieńskiego I. Erygowana w XIII wieku. Kościół parafialny został wybudowany w XVIII wieku z drewna, kaplica i wieża pochodzi z 1928 roku.

## Dokumenty
Księgi metrykalne: 
- ochrzczonych od 1945 roku
- małżeństw od 1945 roku
- zmarłych od 1945 roku